# سانت كو (كورنوال)
سانت كو (بالإنجليزية: St Kew)‏ هي قرية وأبرشية مدنية تقع في المملكة المتحدة في إنجلترا. يقدر عدد سكانها بـ 1,094 نسمة .

## معرض صور

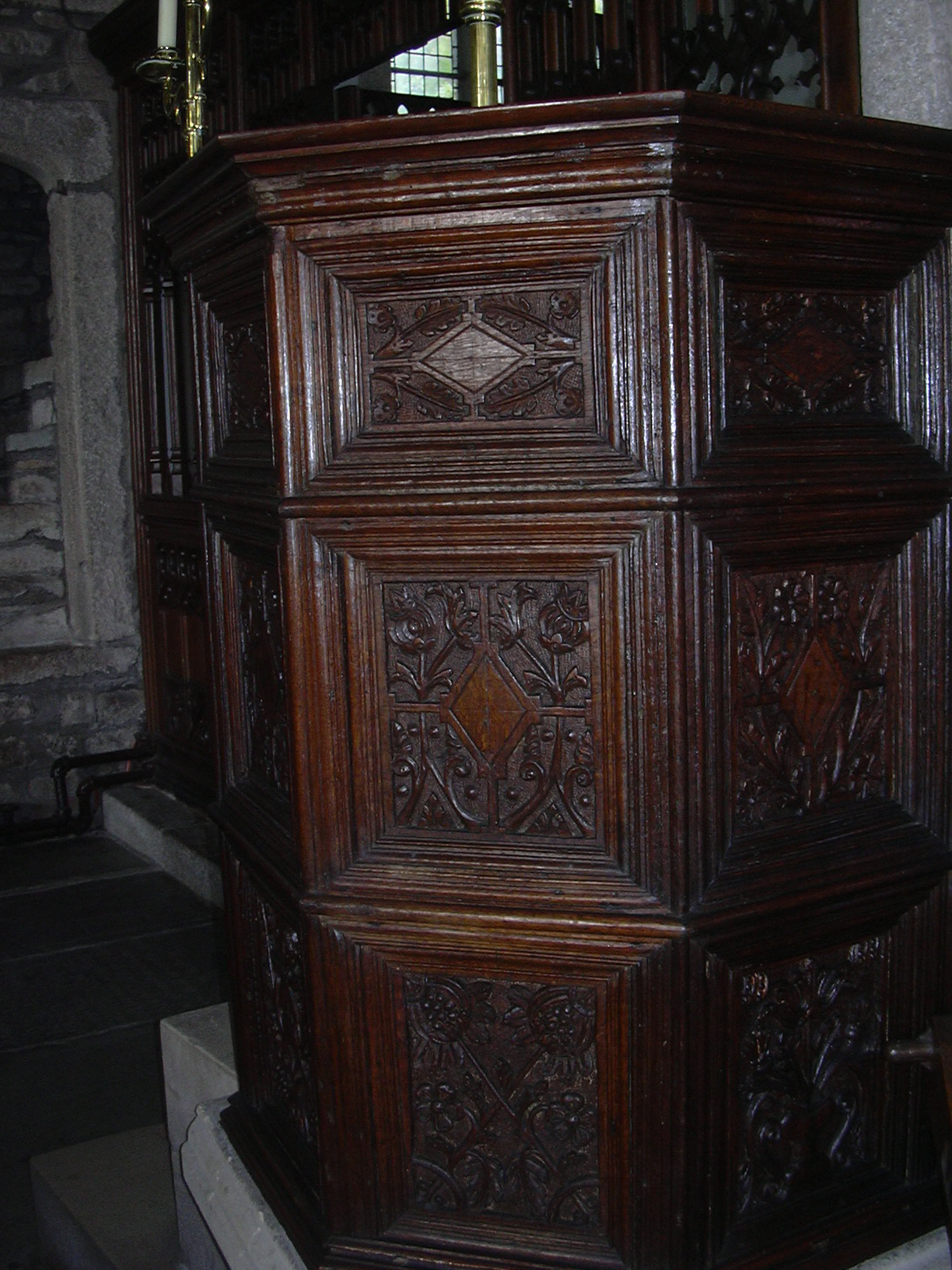
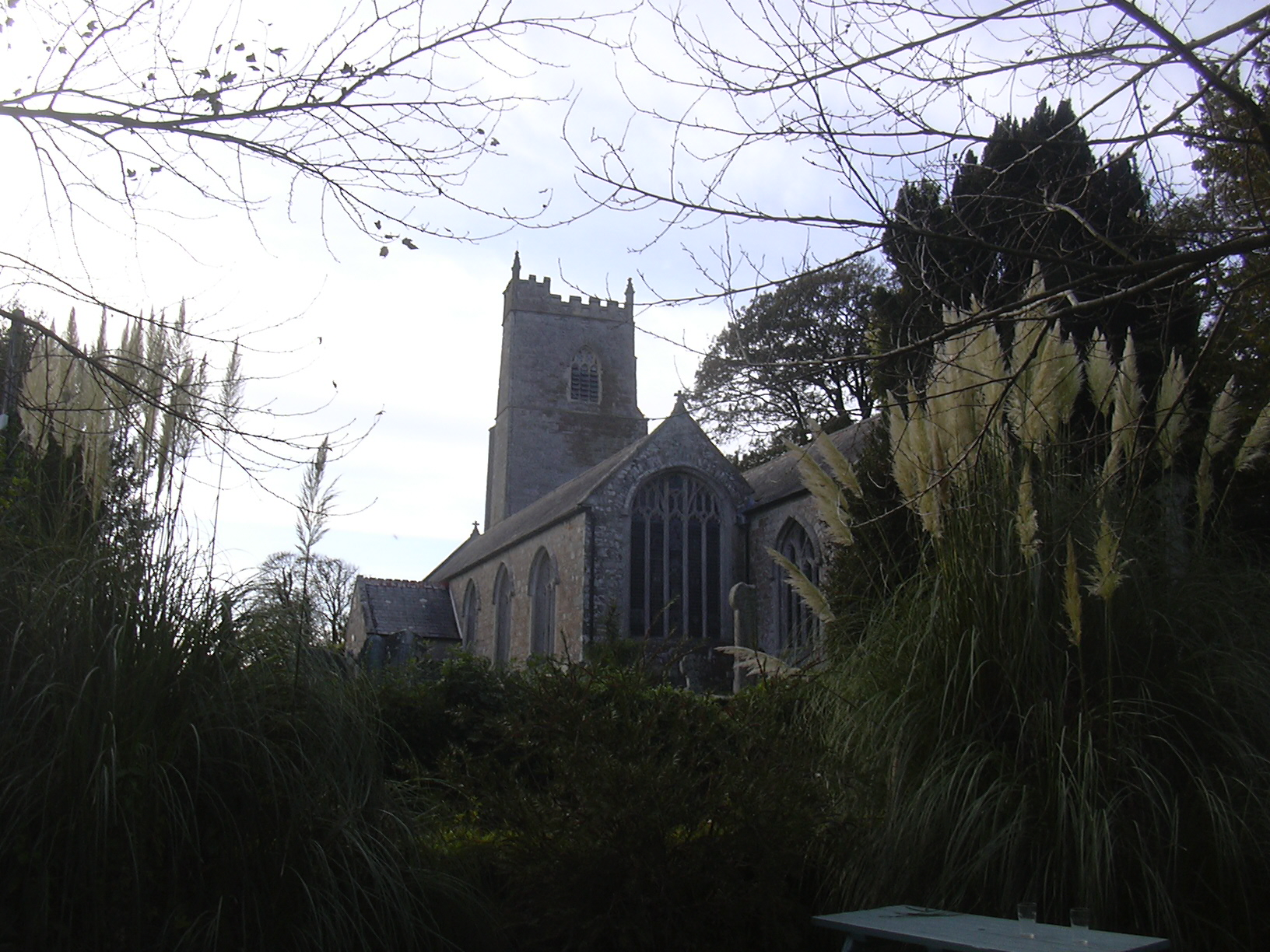
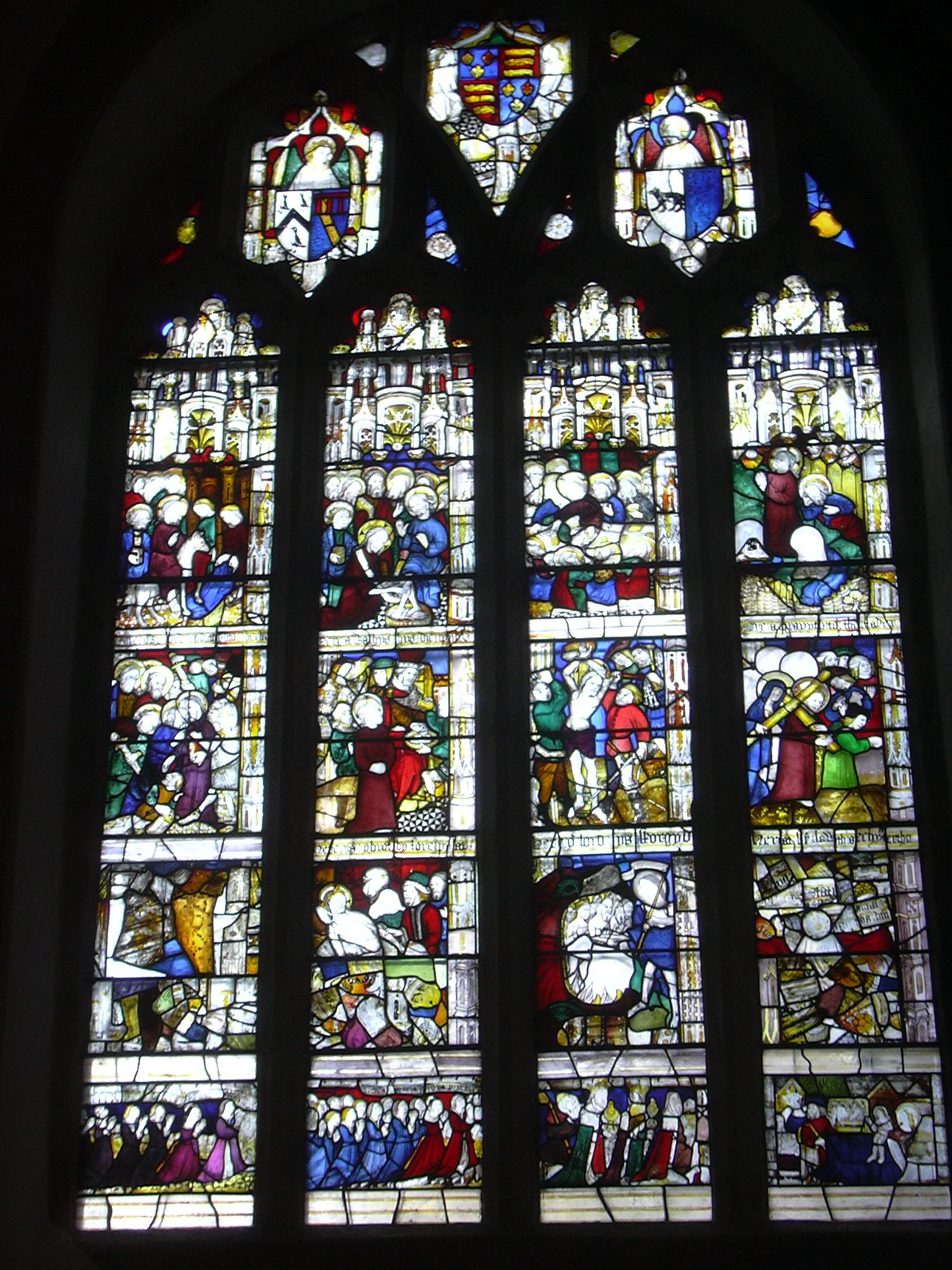
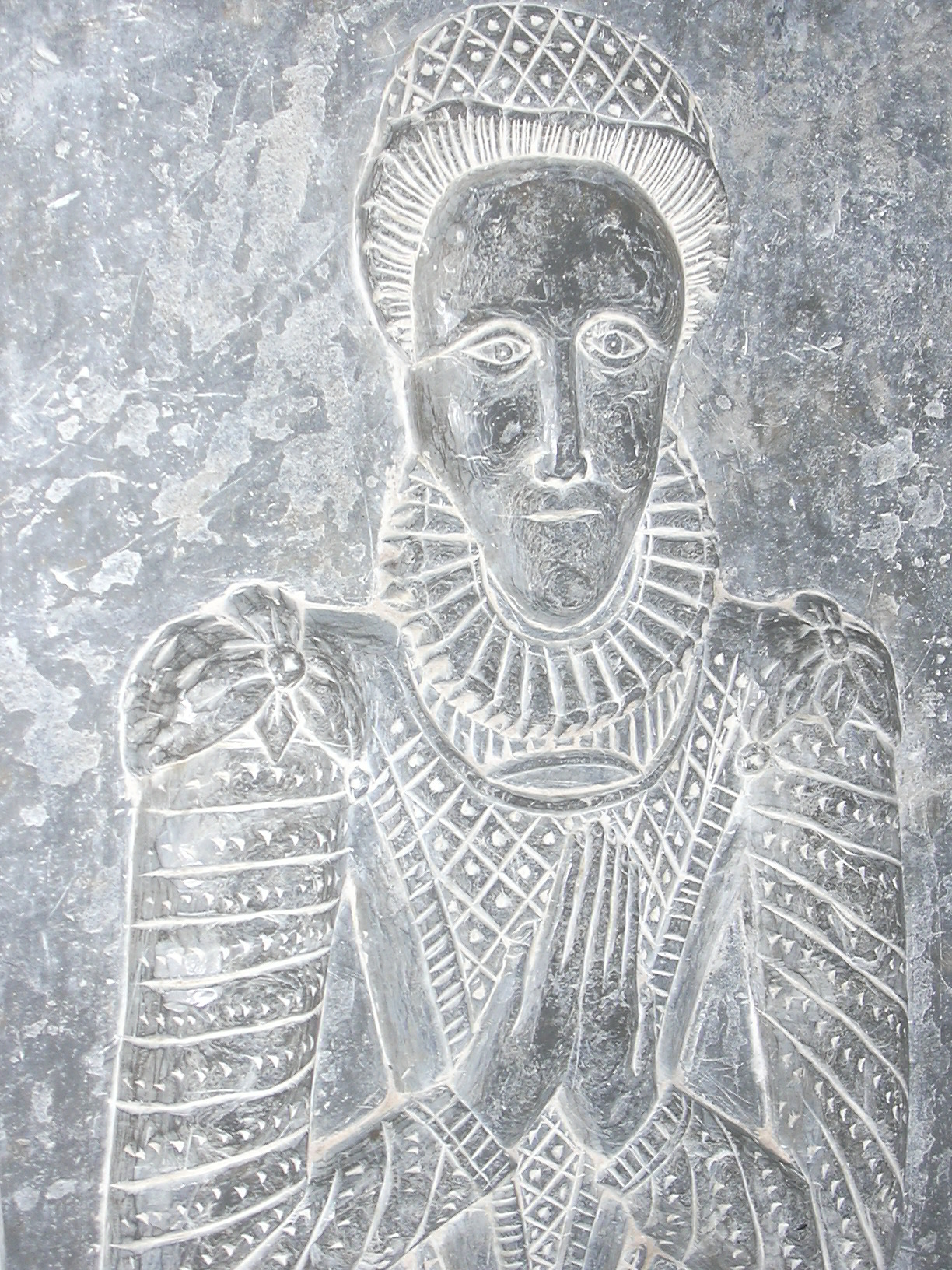
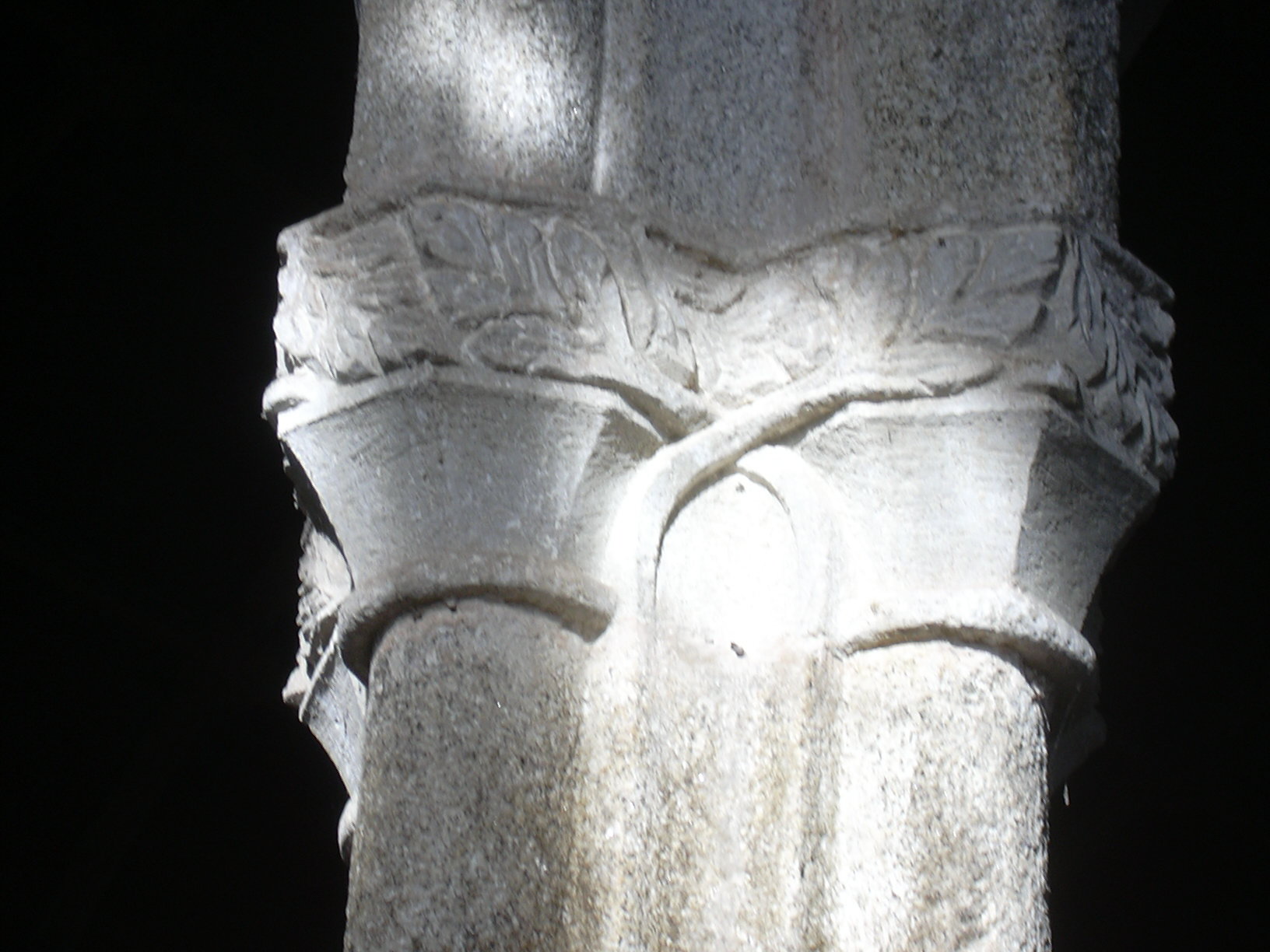